# Spinifex
Spinifex és un gènere de plantes de la família de les poàcies, ordre de les poals, subclasse de les commelínides, classe de les liliòpsides, divisió dels magnoliofitins.
Són una de les plantes més comunes que creixen a les dunes de sorra a les costes de l'Àfrica, l'Orient Mitjà, Àsia, Austràlia, Nova Zelanda i Nova Caledònia, amb els rangs d'algunes espècies que s'estenen al nord i l'oest al llarg de les costes d'Àsia arribant fins Índia i Japó.A mesura que ajuden a estabilitzar la sorra, aquestes herbes són una part important de tot l'ecosistema de dunes.

## Taxonomia
- Spinifex sericeus
- Spinifex hirsutus Labill.